# Smaragdbrednäbb
Smaragdbrednäbb (Calyptomena viridis) är en fågel i familjen grönbrednäbbar inom ordningen tättingar.

## Utbredning och systematik
Smaragdbrednäbb delas in i tre underarter med följande utbredning:
- Calyptomena viridis viridis – förekommer på Borneo, Sumatra, Nias, Kepulauan Batu, Lingga och norra Natuna
- Calyptomena viridis caudacuta – förekommer i södra Myanmar, sydvästra Thailand, Malackahalvön och angränsande öar
- Calyptomena viridis siberu – förekommer i Mentawaiöarna (Siberut, Norra Pagai och Södra Pagai)

### Familjetillhörighet
Tidigare placerades arten i familjen Eurylaimidae, då med namnet enbart brednäbbar. DNA-studier har dock visat att arterna i familjen troligen inte är varandras närmaste släktingar. Familjen har därför delats upp i två, praktbrednäbbar (Eurylaimidae) och grönbrednäbbar (Calyptomenidae).

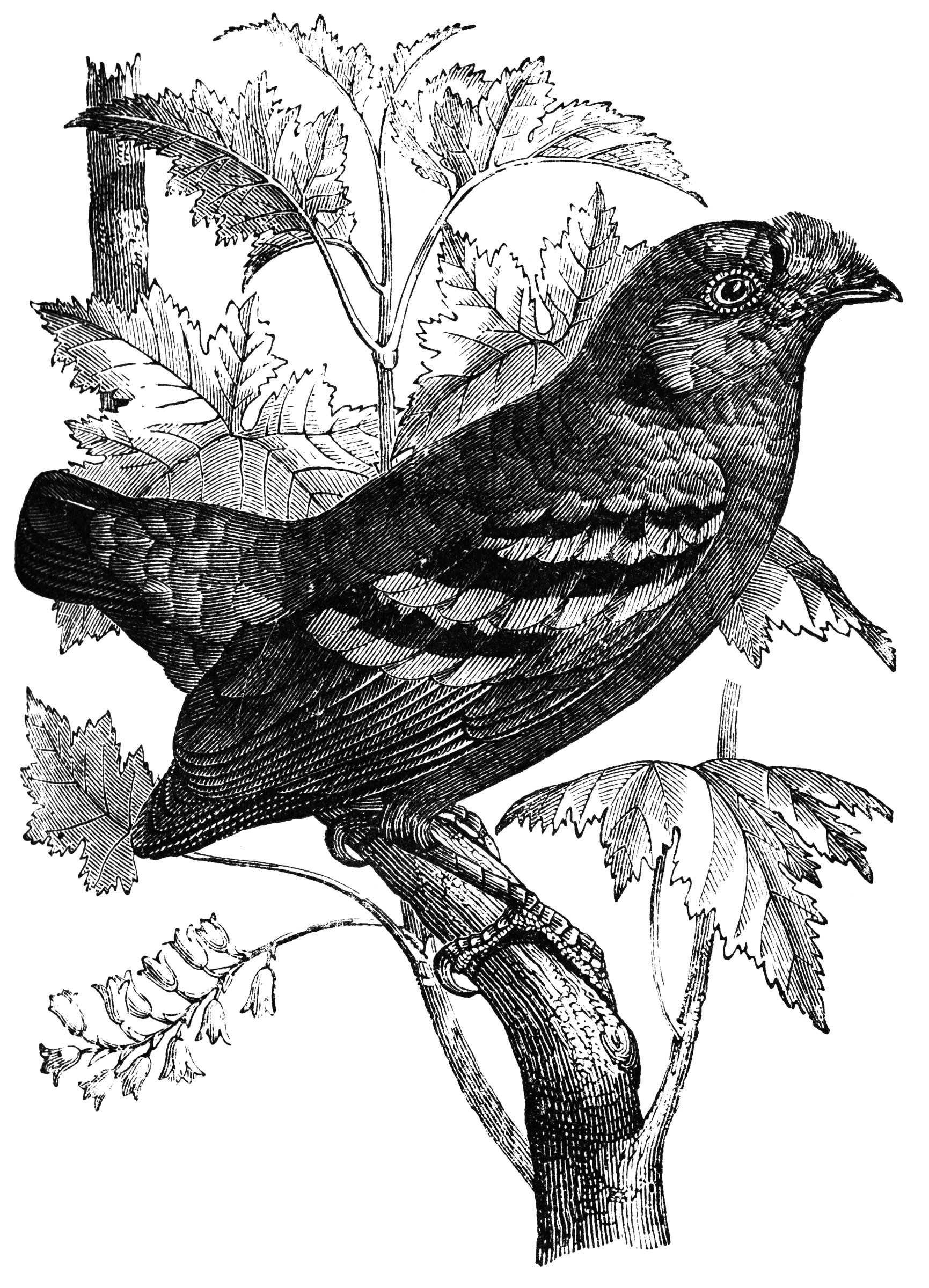
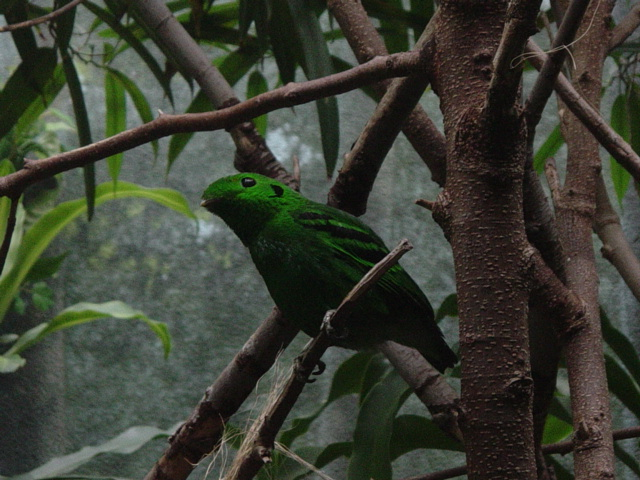